# Grabo
Grabo är en underprefektur i Elfenbenskusten. Den ligger i departementet Tabou, i den sydvästra delen av landet, 290 km sydväst om huvudstaden Yamoussoukro.